# Niemand (Horváth)

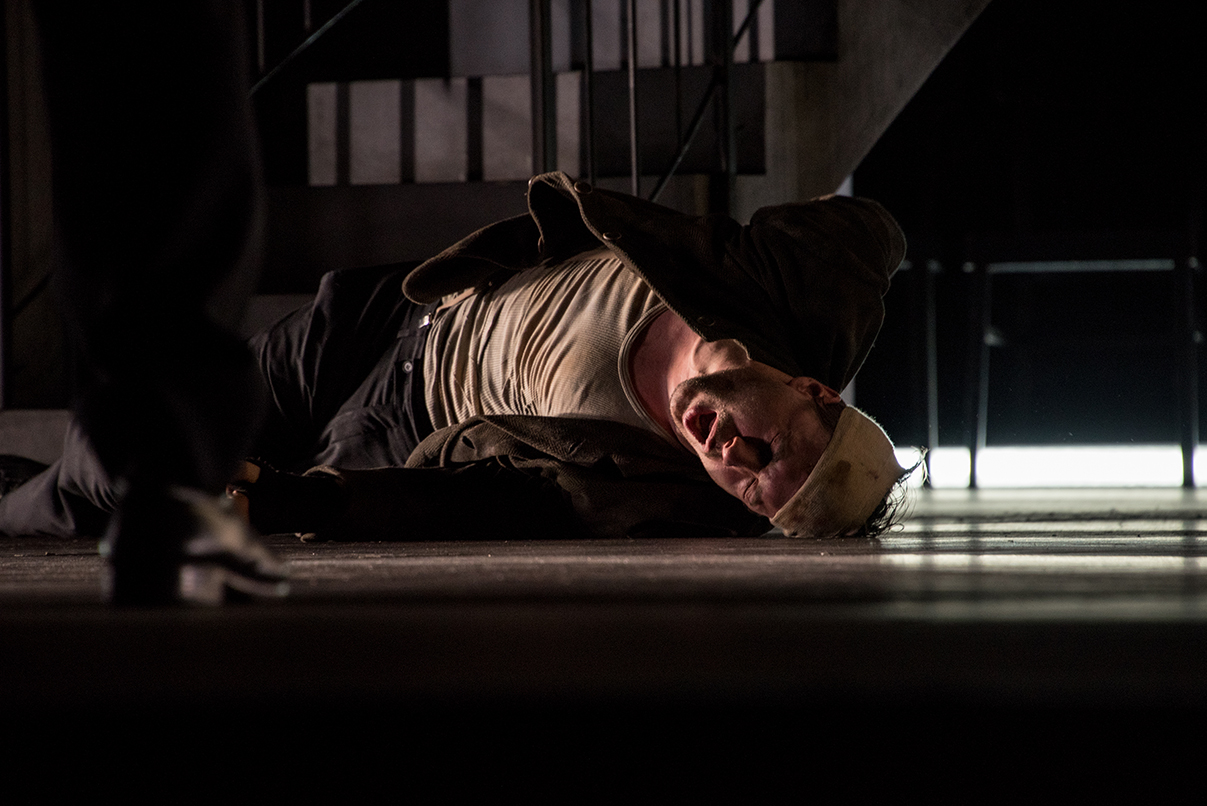
Fürchtegott Lehmann stirbt, Uraufführung 2016

Die Tragödie Niemand ist ein Frühwerk des Schriftstellers Ödön von Horváth. Nachdem Horváth es bereits 1924 fertiggestellt hatte, galt das Manuskript fast ein ganzes Jahrhundert lang als verschollen, bis es 2015 wiederentdeckt wurde. Aus Privatbesitz wurde das 95 Blatt umfassende Typoskript mit eigenhändigen Korrekturen des Verfassers dem Berliner Auktionshaus Stargardt eingeliefert, wo es die Wienbibliothek im Rathaus für ihre Handschriftensammlung ersteigerte. Die Uraufführung von Niemand fand erst 2016 am Wiener Theater in der Josefstadt statt, 92 Jahre nachdem Horváth das Stück beim Berliner Verlag eingereicht hatte. Der titelgebende Niemand wird von den Protagonisten des Stückes im Lauf der Handlung mehrfach zitiert und für ihre jeweiligen Lebenssituationen verantwortlich gemacht. Im Treppenhaus eines Mietshauses treffen dessen Bewohner aufeinander, mittellose Künstler, Prostituierte und Angestellte. Der Besitzer des Mietshauses, Lehmann, gilt ihnen als Tyrann. Als Lehmann heiratet, scheint es allen möglich, dass sich die prekären Wohn- und Lebensbedingungen der Zeit für die Protagonisten ändern können.

## Handlung
Fürchtegott Lehmann ist Besitzer eines Mietshauses und leidet seit Kindestagen an einer Gehbehinderung, die ihn daran hindert, das Haus zu verlassen. Zu den Mietern des Hauses gehören unter anderem der Musiker Klein, der seine Miete nicht mehr aufbringen kann, die Prostituierte Gilda, die unter ständiger Kontrolle ihres Zuhälters Wladimir steht, sowie die hungernde und mittellose Ursula, die von Gilda unter die Fittiche genommen wird. Lehmann und Ursula treffen sich und heiraten alsbald. Lehmann nimmt seine Glücksgefühle zum Anlass, weniger tyrannisch mit seinen Mietern umzugehen. So verschiebt er unter anderem den unmittelbaren Rauswurf des Musikers Klein aus seiner Wohnung, indem er ihm anbietet, Hochzeitsmusik gegen Lohn zu spielen.
Anders als gehofft entwickeln sich jedoch die Dinge nicht zum Guten, sondern lösen neue Krisen aus. Im Ärger über geprellte Zeche erschlägt Zuhälter Wladimir einen von Gildas Kunden. Er wird verhaftet. Lehmann und Ursula entfremden sich schon in der Hochzeitsnacht: Er vermutet, dass sie ihn aus Mitleid und eigener Not geheiratet hat. Zu allem Überfluss taucht unvermittelt Fürchtegotts älterer Bruder Kaspar Lehmann auf, der nicht nur mit Ursula eine Affäre beginnt, sondern den jüngeren Bruder mit dessen Traumata konfrontiert.

## Aufführungsgeschichte
Horváth war erst 23 Jahre alt, als er Niemand schrieb. Obwohl er das Manuskript beim Berliner Verlag einreichte, wollte zunächst kein Theater das Stück aufführen. Der Verlag ging kurze Zeit später Konkurs und das Stück war nicht mehr aufzufinden, bis es 2015 im Rahmen einer Auktion als Horváths Werk identifiziert wurde. Dies war die zweite Auktion, nachdem bereits in den 1990er Jahren das Manuskript an einen privaten Besitzer gewechselt war.
Um die Uraufführung des Stücks entstand nach dem Wiederauftauchen ein Wettbewerb, der 2016 mit der Uraufführung am Theater in der Josefstadt unter der Regie von Herbert Föttinger endete, der auch Direktor des Theaters ist. Für die werktreue Umsetzung des Originaltextes wurde ein Ensemble von 24 Personen eingesetzt. In der Uraufführung waren die Rollen wie folgt besetzt: Dominic Oley (Klein), Martina Stilp (Gilda), Gerti Drassl (Ursula), Martin Zauner, Wojo van Brouwer, Gregor Kronthaler, Patrick Seletzky (schwarz gekleidete Männer), Elfriede Schüsseleder (Hausmeisterin), André Pohl (Konditor), Florian Teichtmeister (Fürchtegott Lehmann), Roman Schmelzer (Wladimir), Peter Scholz (Malermeister), Thomas Kamper (Glasermeister), Alexander Strobele (Schreinermeister), Swintha Gersthofer (Kellnerin), Saša Savić (Der große Wirt), Josephine Bloéb (Die Nachfolgerin), Raphael von Bargen (Fremder), Christian Futterknecht (Uralter Stutzer), Oliver Huether (Erster Detektiv), Alexander Absenger (Zweiter Detektiv), Antonia Jung (Backfisch), Marianne Nentwich (Uralte Jungfrau), Oliver Rosskopf (Betrunkener). Für die Bühnenbilder war Walter Vogelweider verantwortlich, für die Kostüme Birgit Hutter, Dramaturgin war Ulrike Zemme.
Weitere Aufführungen erfolgten ab 3. Dezember 2016 am Landestheater Linz. Ab 25. März 2017 wurde Niemand unter der Regie von Dušan David Pařízek am Deutschen Theater in Berlin aufgeführt. Für die Umsetzung beschränkte sich Pařízek auf sieben Schauspieler, die stellenweise frei mit dem Text umgehen und Dialoge und Szenen weiterer Protagonisten zusammenfassen. Auch werden Texte späterer Horváth-Werke kommentierend eingeflochten und von den Figuren monologisiert.

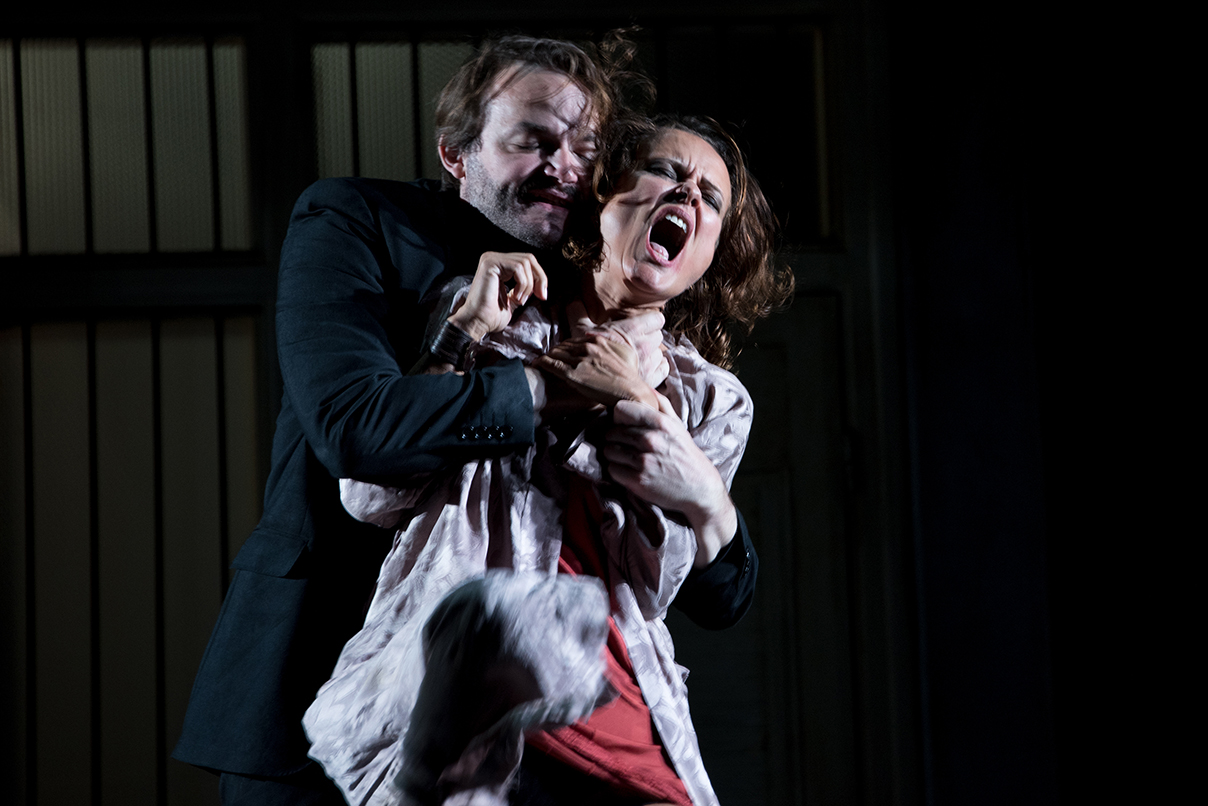
Martina Stilp als Gilda und Roman Schmelzer als Wladimir in der Uraufführung
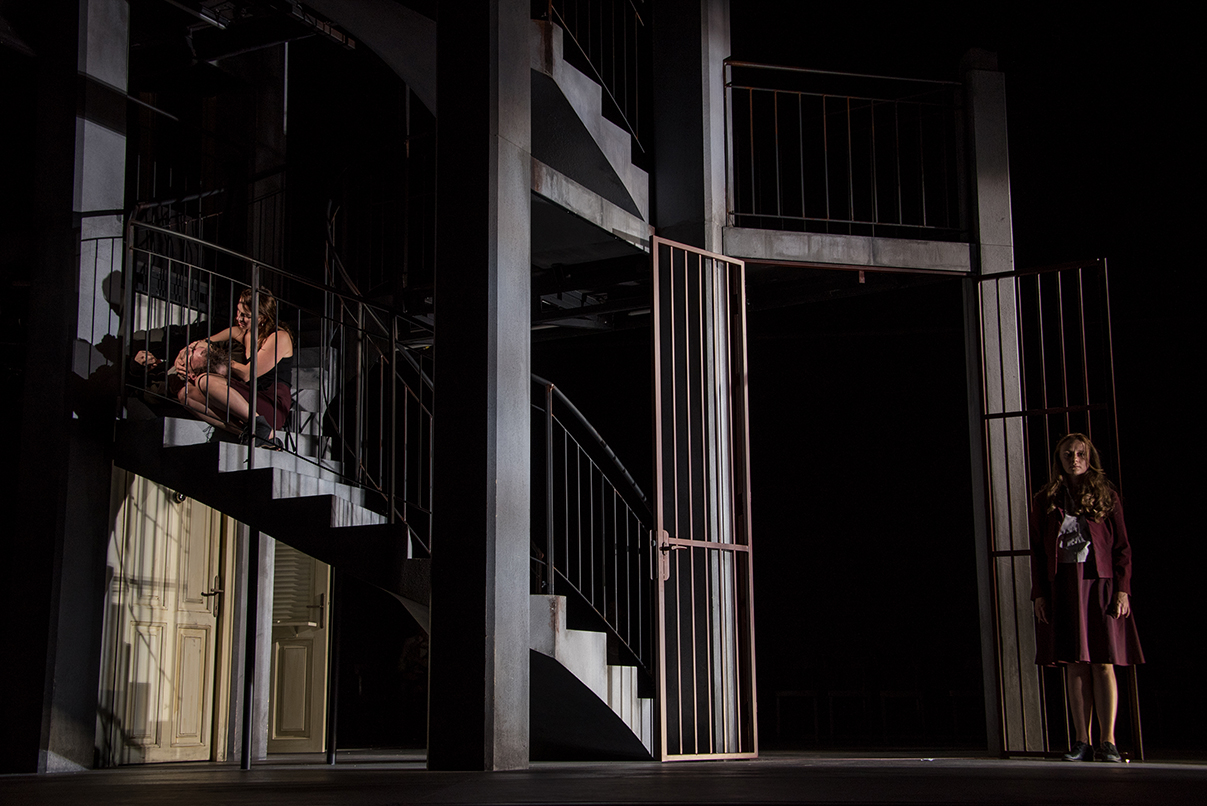
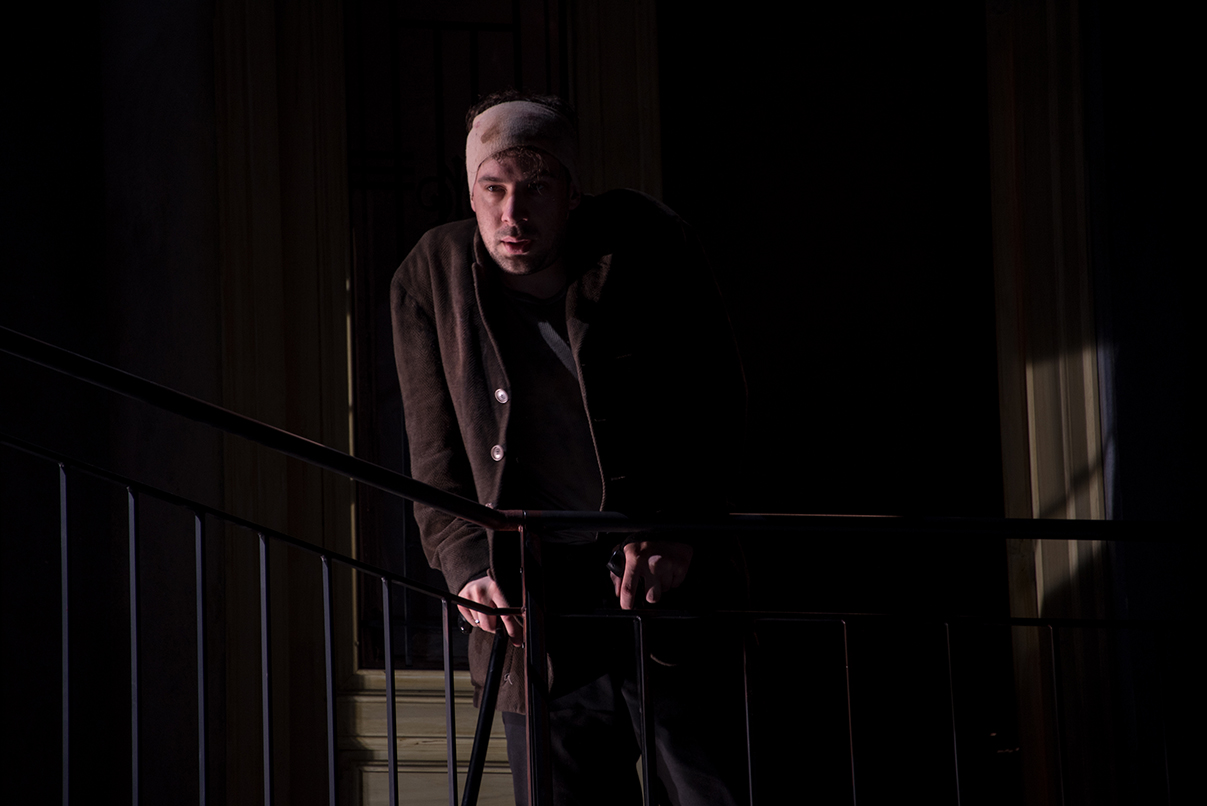
Florian Teichtmeister als Fürchtegott Lehmann in der Uraufführung
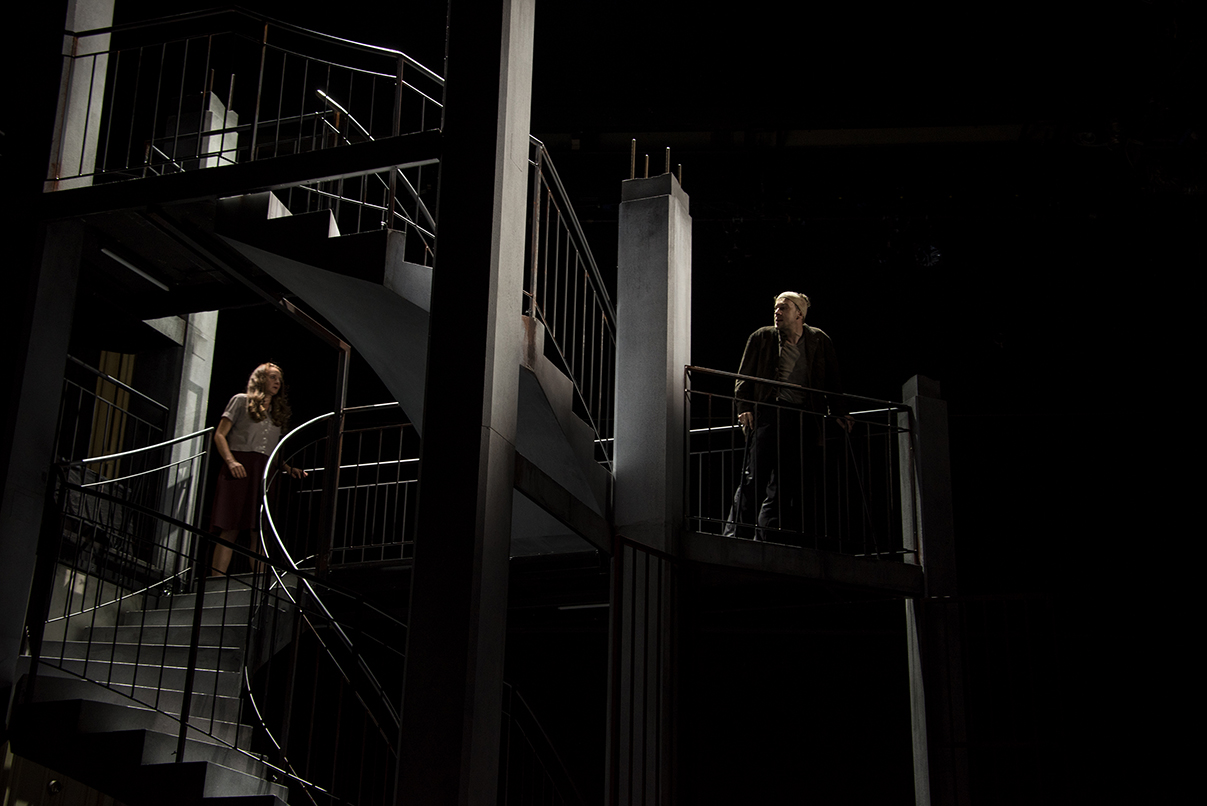
Teil des Bühnenbildes bei der Uraufführung
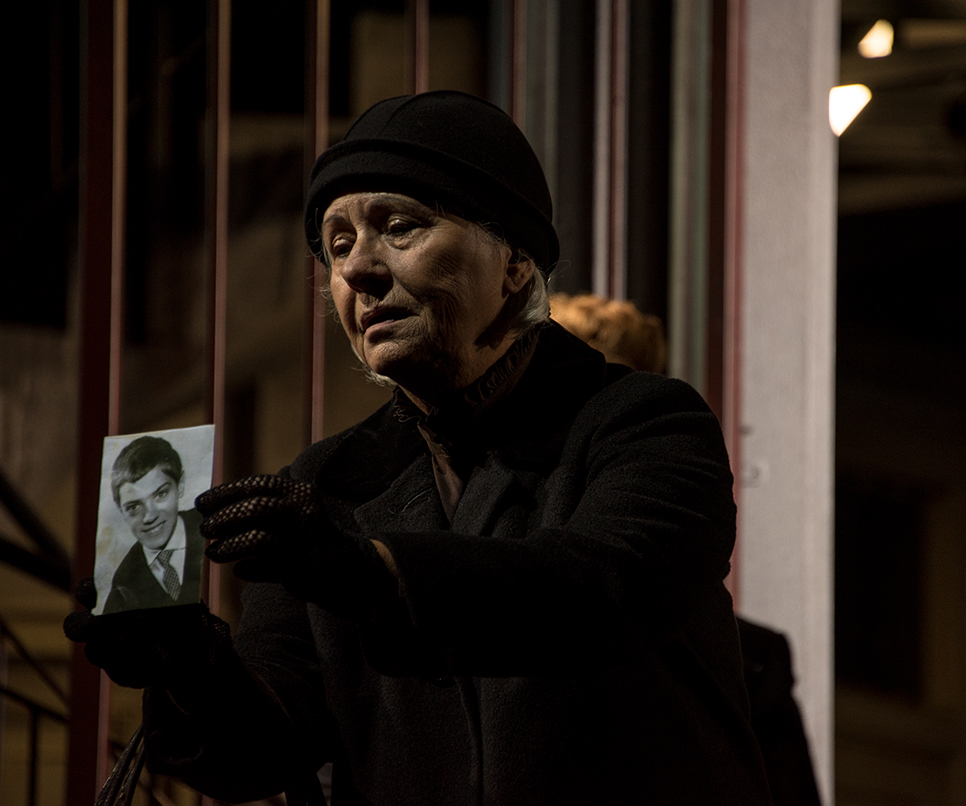
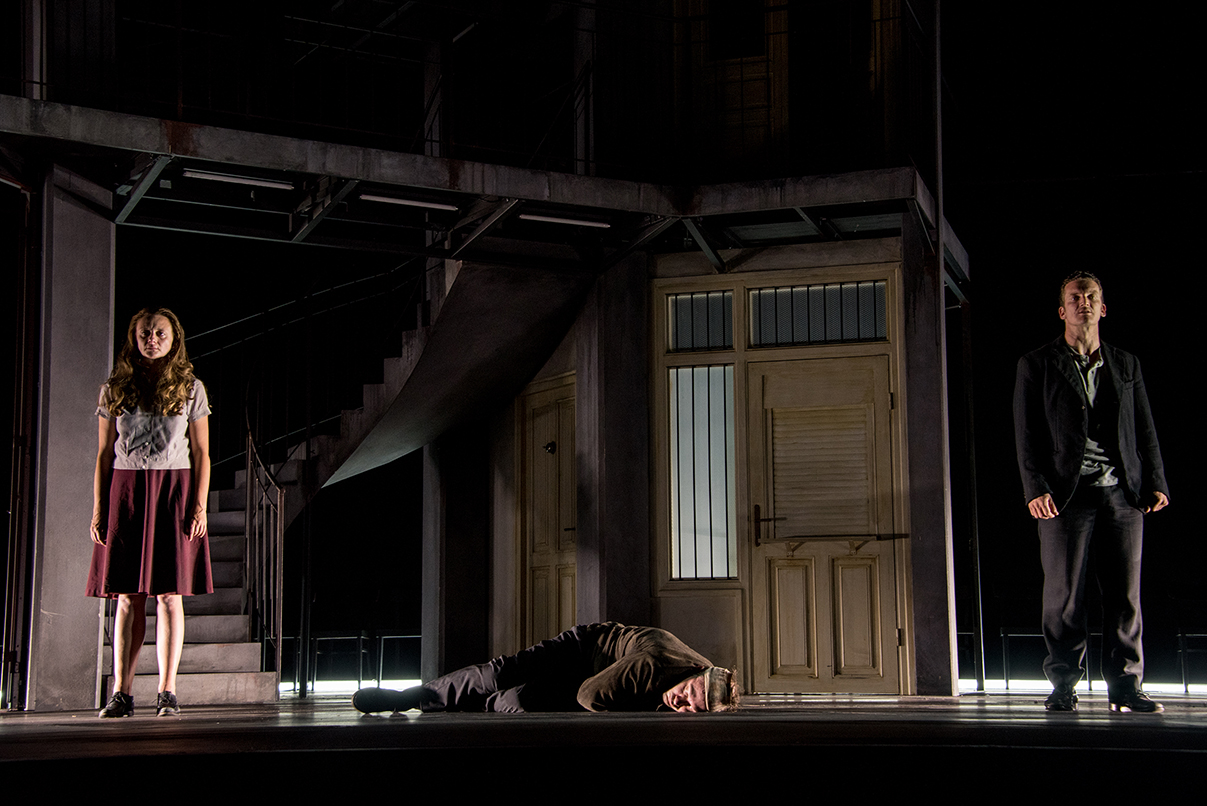

## Wertung
Kritiken nach der Uraufführung in Wien waren verhalten. Niemand wird unter anderem als ehrgeiziges Frühwerk des Autors interpretiert, in dem Horváth noch nicht die stilistische Sicherheit seiner sozialkritischen späteren Werke gefunden habe.